# Patrick McMillan
Patrick Alexander McMillan (* 6. November 1991 in Letterkenny) ist ein ehemaliger irischer Skirennläufer.

## Biographie
McMillan wurde in Letterkenny im Norden der Republik Irland geboren, zog jedoch mit seiner Familie im Alter von fünf Jahren nach County Clare in den Süden. In seiner Jugend spielte er für Leinster Rugby, wo er unter anderem in einer Mannschaft mit Tadhg Furlong spielte. Den Skisport begann er erst mit 21 Jahren professionell auszuüben.
Sein internationales Renndebüt gab McMillan am 3. Januar 2007 in Steinach am Brenner bei einem FIS-Slalom. Eigentlich sollte sein Debüt bereits einige Tage früher in Val Thorens stattfinden, jedoch zog er seinen Start beim dortigen Rennen zurück. Zwischen 2007 und 2012 bestritt McMillan kein einziges Skirennen, erst im Frühjahr 2013 trat er wieder als Rennläufer international in Erscheinung.
2015 nahm er das erste Mal an einem internationalen Großereignis teil. Bei den Weltmeisterschaften in Vail bzw. Beaver Creek belegte er als beste Platzierung Rang 53 im Slalom. Bis zu diesem Zeitpunkt war McMillan bei FIS- bzw. Citizenrennen sowie diversen nationalen Meisterschaften in Europa an den Start gegangen.
Drei Jahre später wurde McMillan für die Olympischen Winterspiele in Pyeongchang nominiert. Sein bestes Ergebnis bei den Spielen erreichte er mit dem 48. Platz im Super-G, zudem erreichte er Rang 52 in der Abfahrt. Damit wurde McMillan erst der zweite irische Skirennläufer der bei Olympischen Winterspielen an einer Abfahrt oder einem Super-G teilnahm. Der erste war Patrick-Paul Schwarzacher-Joyce.
Sein letztes internationales Rennen bestritt McMillan 2 Monate nach den Olympischen Winterspielen im Skigebiet Krvavec, danach ist er als Rennläufer nicht mehr in Erscheinung getreten.

## Erfolge

### Olympische Winterspiele
- Pyeongchang 2018: 48. Super-G, 52. Abfahrt, DNF Alpine Kombination

### Weltmeisterschaften
- Vail/Beaver Creek 2015: 53. Slalom, 58. Riesenslalom

### Weitere Erfolge
- Eine Platzierung unter den besten 10 bei einem FIS-Rennen